# Alcântaras
Alcântaras là một đô thị thuộc bang Ceará, Brasil. Đô thị này có diện tích 138,598 km², dân số năm 2007 là 10255 người, mật độ 73,99 người/km².